# Gabriela od św. Jana od Krzyża
Gabriela od św. Jana od Krzyża (ur. 18 lipca 1880 w L’Espluga de Francolí, zm. 31 lipca 1936 w Barcelonie) – hiszpańska zakonnica i męczennica chrześcijańska, błogosławiona Kościoła katolickiego.
Gdy poczuła powołanie do życia zakonnego wstąpiła do zgromadzenia karmelitanek misjonarek (CM). W 1936 roku doszło do wybuchu wojny domowej w Hiszpanii i w nocy z 24 lipca na 25 lipca trafiła razem z siostrami zakonnymi do więzienia. 31 lipca 1936 roku została rozstrzelana, wraz z Danielą od św. Barnaby, Marią Refugią od św. Anioła i Sperancją od Krzyża.
Została beatyfikowana przez Benedykta XVI w grupie 498 męczenników w dniu 28 października 2007 roku. Mszy świętej przewodniczył prefekt Kongregacji Spraw Kanonizacyjnych, portugalski kardynał José Saraiva Martins.
Wspomnienie liturgiczne męczenników wyznaczono na 6 listopada.